# Ferdinand Lavainne
Ferdinand Joseph Lavainne, né à Lille le 21 octobre 1814 et mort à Lille le 7 janvier 1893, est un pianiste et compositeur français.

## Biographie

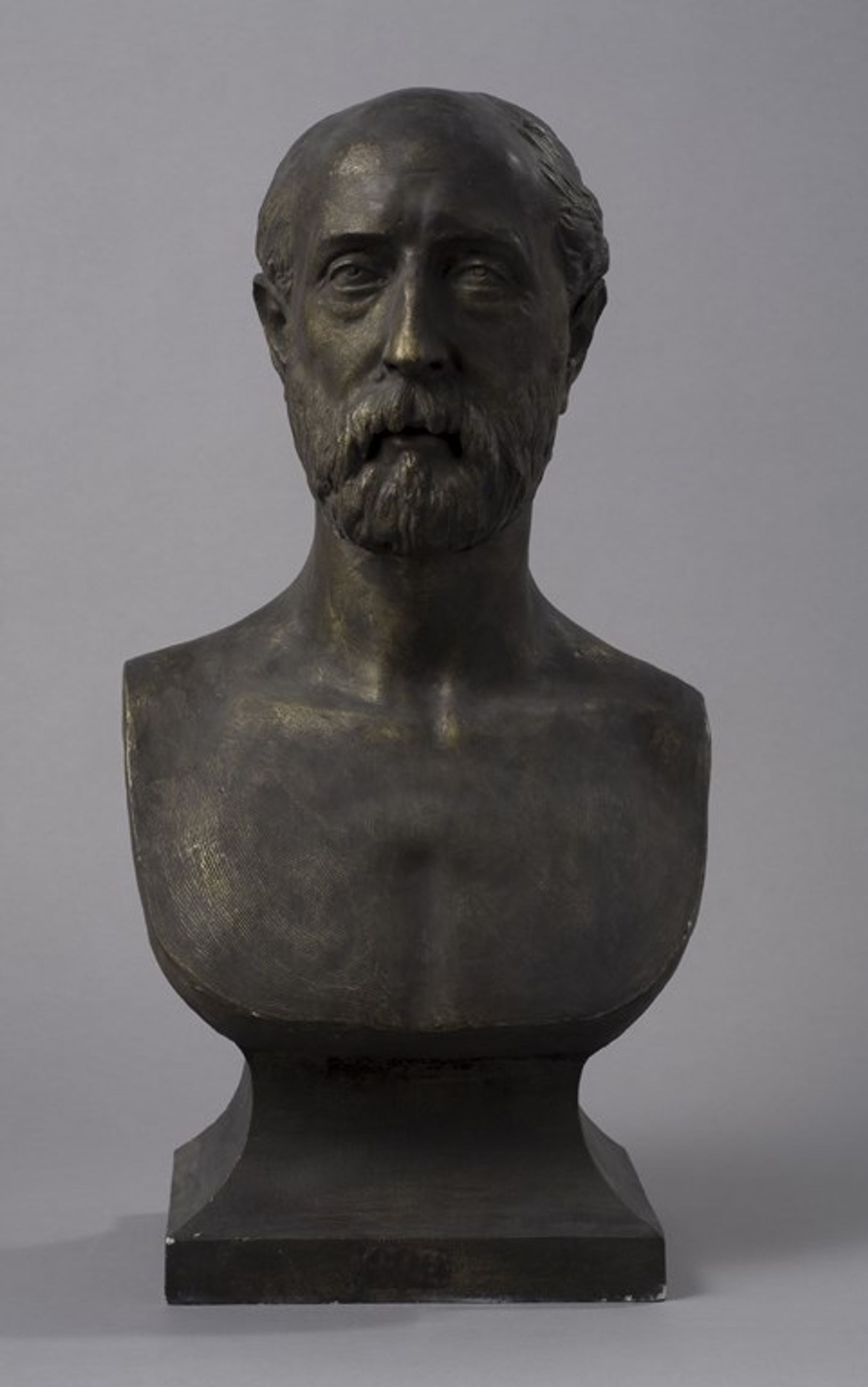
Buste de Ferdinand Lavainne par Félix Huidiez (1866)

Ferdinand Lavainne est le fils de Prosper Ferdinand Lavainne (1785-?), employé à la recette générale et professeur de solfège, et de Julie Adélaïde Joseph Cousin (1790-?). Il se maria le 14 mai 1840 avec Marie Séraphine Françoise Piquart (1818-1847) avec qui il eut deux enfants : Ferdinand Marie Désiré Joseph Lavainne (1841-1874), également pianiste, et Jules Marie François Xavier Lavainne (1845-1873). Il se remaria le 28 octobre 1847 avec Justine Charlotte Ansman (1808-1889). Il décède le 7 janvier 1893 au 13 rue des Fossés à Lille[source insuffisante].
Le sculpteur Félix Huidiez le représente sur un buste en plâtre patiné bronze en 1866. Le peintre lillois Alphonse Colas le représente sur une peinture à l'huile sur toile en 1888.
Il fut président de la Société des sciences, de l'agriculture et des arts de Lille en 1878.
Par ailleurs, Ferdinand Lavainne se voit décerner des médailles de sociétés savantes et artistiques.

### Formation
Ferdinand Lavainne débute la musique très jeune avec son père, professeur de solfège à l’Académie de musique de Lille. ll donne ses premiers concerts à l'âge de neuf ans. Il obtient ses premiers prix de solfège et de piano en 1830. Il prit également des cours de composition avec Pierre Baumann, compositeur, altiste et professeur de violoncelle et de composition à l'Académique de musique de Lille.

### Années d'activité
Dans la foulée, toujours en 1830, il est nommé à l'Académie au poste de professeur de seconde classe payante de solfège et de professeur suppléant de la classe de piano. En 1836, il devient titulaire de la classe de piano.

En parallèle de son activité de professeur, il compose ses premières œuvres dès les années 1830 et se fait remarquer par Hector Berlioz qui admire notamment son oratorio La fuite en Égypte (1835) et sa symphonie. Berlioz publie un article consacré à Lavainne dans le numéro 4 de la Revue et gazette musicale de Paris parue le 11 juin 1837 :
« L'auteur, M. Ferdinand Lavainne, s'était déjà fait connaître avantageusement par un oratorio : La fuite d'Égypte, remarquable sous le rapport de la fermeté du style et par des idées souvent élevées et toujours exemptes de vulgarisme. L'harmonie en est soignée mais trop recherchée, à mon avis ; ce sujet antique et biblique eût comporté, ce me semble, l'usage des accords parfaits, de préférence à celui des harmonies chromatiques et des septièmes diminuées, que l'auteur affectionne ; je crois aussi qu'il y a abus de modulations enharmoniques ; ces perpétuelles variations dans la tonalité nuisent à l'effet musical et sortent comme les harmonies dissonantes qui en découlent, du caractère grave et puissamment calme que comportait ce sujet oriental et sacré. »
La bibliothèque municipale de Lille possède six gros volumes de ses œuvres.
En 1849, Lavainne fonde les « Matinées musicales », séances de musique de chambre.
En 1851 puis en 1857, il prend la direction de la société orphéoniste des « Crick-Mouils ».
Le 4 octobre 1879, il succède à Victor Magnien en tant que directeur de l'Académie de musique de Lille, poste qu'il occupera jusqu'en 1891. Émile Pierre Ratez prendra sa suite et il fut alors nommé directeur honoraire.

## Compositions

### Opéras
- Une matinée à Cayenne, opéra-comique en un acte, livret de son oncle Élie Brun-Lavainne (1791-1875), représenté au Théâtre de Lille le 1er mars 1836[5]
- Bianca, grand opéra en deux actes, 1837
- Artus et Rikemer ou Arthus et Zeckemer, opéra en quatre actes, 1840
- Tircis et Margoton, opérette pastorale, 1861
- Nérida, épisode de la conquête du Pérou, opéra-comique en trois actes avec saxophone, livret de M. Henri Dupont, 1861
- Les Nuits de Florence, opéra-comique en trois actes, livret d'Élie Brun-Lavainne, représenté au Théâtre de Lille en février 1872

### Musique sacrée
- La fuite en Égypte, op. 20, oratorio sacré, paroles d'Alexandre Couvez, 1835, dédiée à Pierre Baumann[11]
- Te Deum, op. 52, pour quatre voix (deux sopranos, ténor et basse) et orchestre, dédié à Luigi Cherubini
- Messe solennelle, pour chœur d'hommes, exécutée à l'église Saint-Étienne de Lille[5], 1841
- De profundis Psaume 29, pour chœur et orchestre, exécuté à l'église Saint-Étienne de Lille, 1841
- Messe à trois voix, 1853
- Magnificat, cantate religieuse, paroles de F. M. Eucher, 1868
- Stabat Mater, cantate religieuse, paroles de F. M. Eucher, 1868
- Noël !, chant religieux avec accompagnement de piano[12]

### Musique profane
- La Lilloise, cantate profane, paroles de A. Jomain, 1842, exécutée sur la Grand Place de Lille les 8 et 9 octobre 1842 pour célébrer les 50 ans du bombardement de la ville en 1792[13]
- La Colonne de Lille, cantate exécutée le 8 octobre 1845 pour l'inauguration de la colonne commémorative du bombardement de la ville en 1792[14]
- Invocation à Dieu, quatuor pour voix d'hommes, paroles de Brisy, 1851
- L'Orage en Mer, chœur d'hommes, paroles de Brisy, dédié à Monsieur Hubert, inspecteur général des écoles de chant de France, 1851
- Le Pâtre montagnard, quatuor pour voix d'hommes, paroles de Ludwig Uhland, 1851
- Le Réveil, chœur d'hommes, paroles de Brisy, dédié à Jean-Baptiste Wekerlin, 1852
- La Chasse, chœur d'hommes, paroles d'Eugène Sue, 1854
- Les Esprits de l'Âtre, scherzando fantastique, chœur d'hommes, paroles de Léo Lespès, 1854
- La Prairie, chœur d'hommes, paroles du baron Lamotte Fouqué, 1854
- Pastorale, chœur mixte à quatre voix, paroles attribuées à Henri IV, 1855
- Montagnarde écossaise, chœur mixte à quatre voix, 1855
- Les Carillonneurs, chœur d'hommes, paroles d'Alexandre Deplanck, 1864
- Le Vésuve, chœur d'hommes à quatre voix, paroles de F. M. Eucher, 1865[15]
- Cantate pour l'anniversaire de la réunion de Lille à la France, 1867
- L'Industrie, chœur d'hommes, paroles de Gustave Bouchez, dédié à Monsieur Girardin, ex-doyen de la faculté des Sciences de Lille, membre correspondant de l'Institut, 1880
- La Mer, chœur d'hommes, paroles de Gustave Bouchez, 1882
- Le Soir, chœur d'hommes, sur le poème Le Soir d'Alphonse de Lamartine, 1883

### Musique symphonique et concertos
- Symphonie n°1 « Simphonie Dramatique et Religieuse », non datée mais probablement entre 1840 et 1850 ?, manuscrit en ligne
- Symphonie n°2 « Les Bords de la Meuse » en mi, 1847
- Fantaisie fantastique pour piano et orchestre, op. 17 (1840)
- Le Festin de Balthazar, op. 51, ouverture
- Invocation à l'harmonie, op. 70, morceau d'ensemble, pour soprano, ténor et basse solos avec chœurs et orchestre, 1855
- La Mort du Tasse, ouverture
- Pantomime et Ballet, tableau symphonique, transcrit également pour piano à quatre mains, 1885, dédié à Marie Brévart

### Musique de chambre
- Grand rondo brillant pour le piano, op. 9, 1830
- Fantaisie dramatique pour piano, op. 14
- Un Soupir, nocturne pour piano, op. 42, 1837
- Grande fantaisie militaire pour le piano, op. 43, 1840
- Trio pour piano, violon et violoncelle n°1, op. 57
- Trio pour piano, violon et violoncelle n°2, op. 58, 1847
- Trio pour piano, violon et violoncelle n°3, op. 59, 1846
- Quintette pour piano, violon, alto, violoncelle et contrebasse, op. 60, 1848, dédié à Daniel-François-Esprit Auber, directeur du Conservatoire de Paris
- Grand sextuor pour piano, hautbois, clarinette, cor, basson, violoncelle et contrebasse, op. 61, 1849
- Sonate pour violoncelle et piano, op. 62, 1852, dédiée à Auguste-Joseph Franchomme, également natif de Lille
- Grand sextuor pour piano, deux violons, alto, violoncelle et contrebasse, op. 63, 1855)
- Sérénade pour violon et piano, op. 64 (1868)
- L'improvisatore, impromptu de salon pour le piano, op. 72, 1860
- Sonatine pour piano et violon, op. 79, 1871
- Sérénade pour piano, violon et violoncelle, op. 80, 1878, dédiée à Paul Pannier, son élève et ami
- Quatuor avec piano n°1, 1869
- Quatuor avec piano n°2, op. 98, 1884
- Le départ des Hirondelles, scène rustique pour piano, 1891
- Récitatif et Mélodrame pour piano, dédié à Francis Planté, 1891
- Danse hongroise pour piano
- Trois quatuors à cordes
- Un septuor avec piano
- Des sonates pour piano

## Décorations
- Chevalier de l'ordre de la Couronne de chêne, reçu en 1872 après l'exécution d'une symphonie auprès du roi des Pays-Bas[6]
- Chevalier de la Légion d'honneur en 1880
- Officier de l'Instruction publique
- Chevalier de l'ordre de Léopold en 1885[6]